# Міряса
Міряса (рум. Mireasa) — село у повіті Констанца в Румунії. Входить до складу комуни Тиргушор.
Село розташоване на відстані 179 км на схід від Бухареста, 41 км на північний захід від Констанци, 106 км на південь від Галаца.

## Населення
За даними перепису населення 2002 року у селі проживали 372 особи, усі — румуни. Усі жителі села рідною мовою назвали румунську.